# Magnus Nilsson (född 1983)
Magnus Nilsson, född den 24 maj 1983, är en svensk socialdemokratisk politiker. Han var mellan mars och augusti 2022 statssekreterare vid Utrikesdepartementet. Åren 2019 till 2021 var han stabschef hos utrikesminister Ann Linde.    
Nilsson var ordförande för Socialdemokratiska studentförbundet mellan 2010 och 2013.. Innan han tillträdde var han ordförande för Göteborgs socialdemokratiska högskoleförening. Magnus Nilsson kandiderade till Europaparlamentsvalet 2014 för Socialdemokraterna. Han har även arbetat som press- och kommunikationschef för Olof Palmes internationella center samt som utredare på Tankesmedjan Tiden.
Han kommer ursprungligen från Rydebäck utanför Helsingborg och har en kandidatexamen i statsvetenskap och en masterexamen i Europakunskap från Göteborgs universitet. Han har gjort utbildningsknuten praktik vid Europeiska unionens råd i Bryssel. Tidigare har han även bott i Lund och studerat datavetenskap och mänskliga rättigheter vid Lunds universitet samt tekniskt basår på Campus Helsingborg. Numera är han bosatt i Stockholm.  